# Metro w Helsinkach

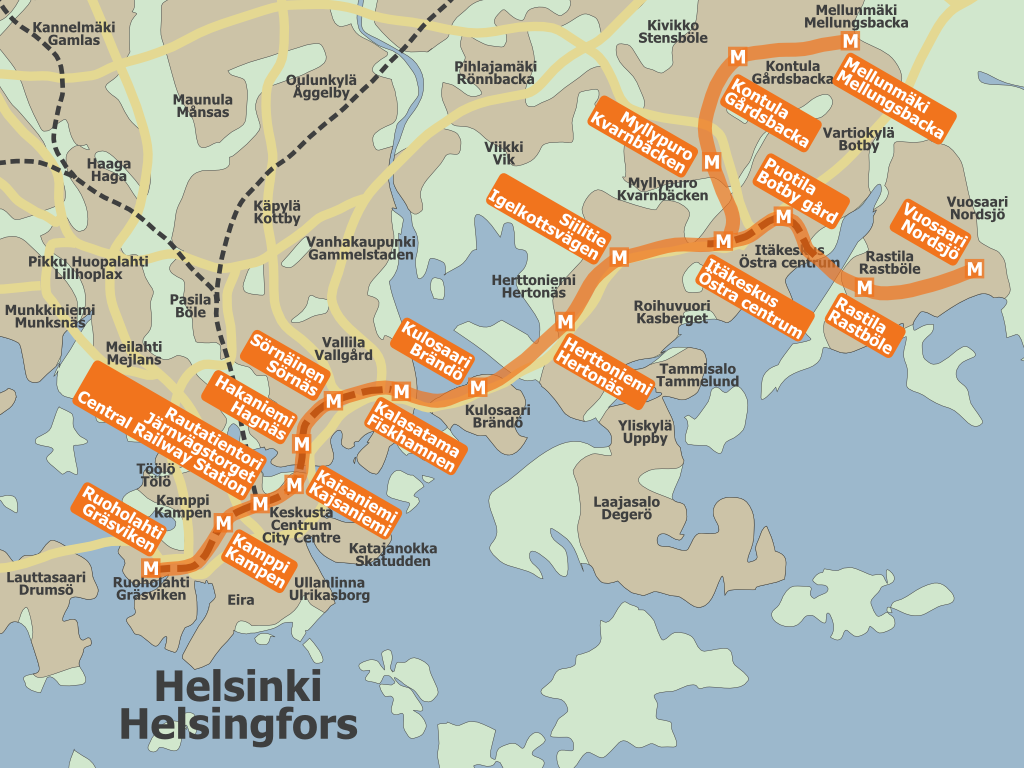
Plan metra w Helsinkach 2007

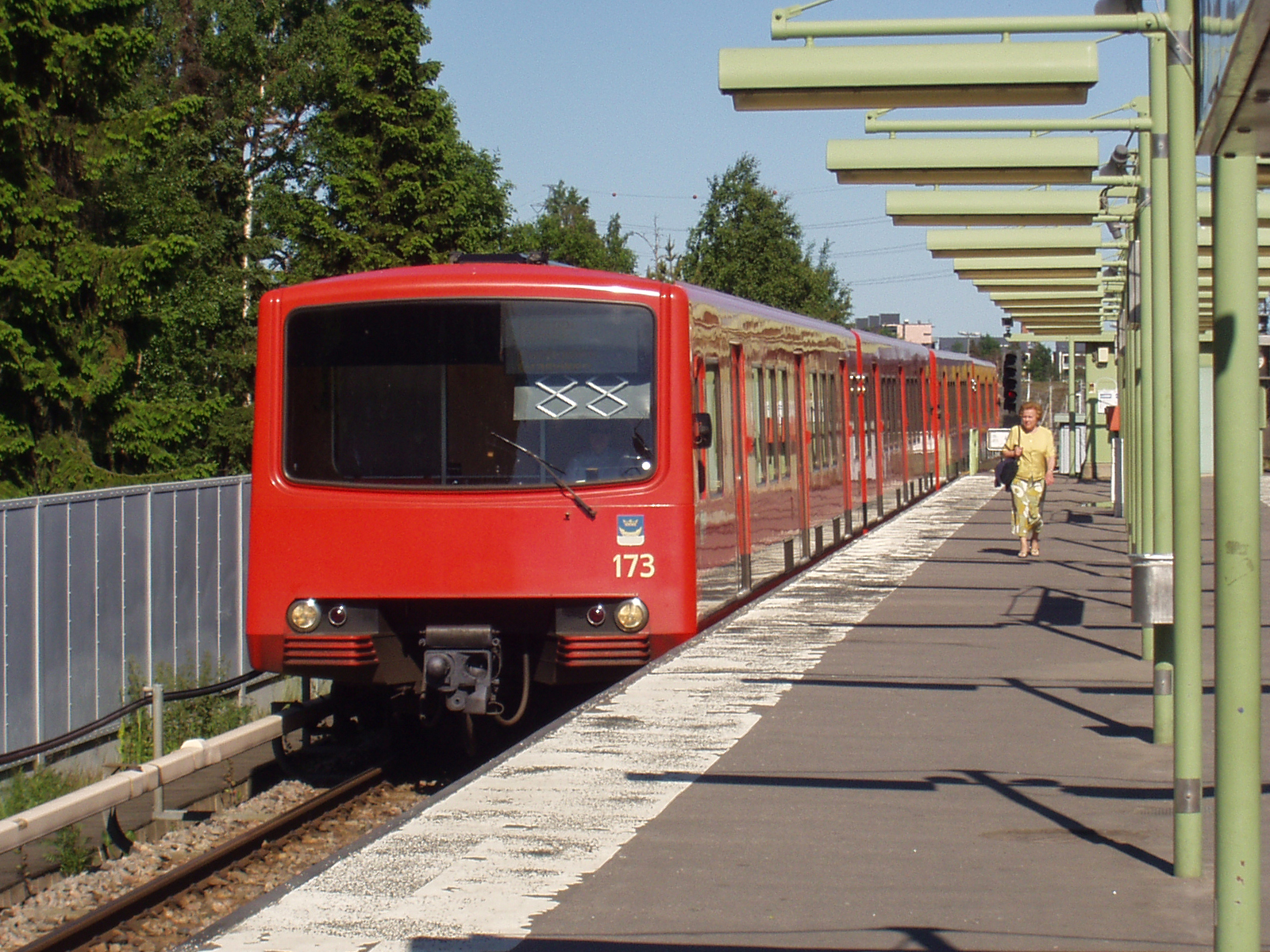
Pociąg serii M100 na stacji Kulosaari

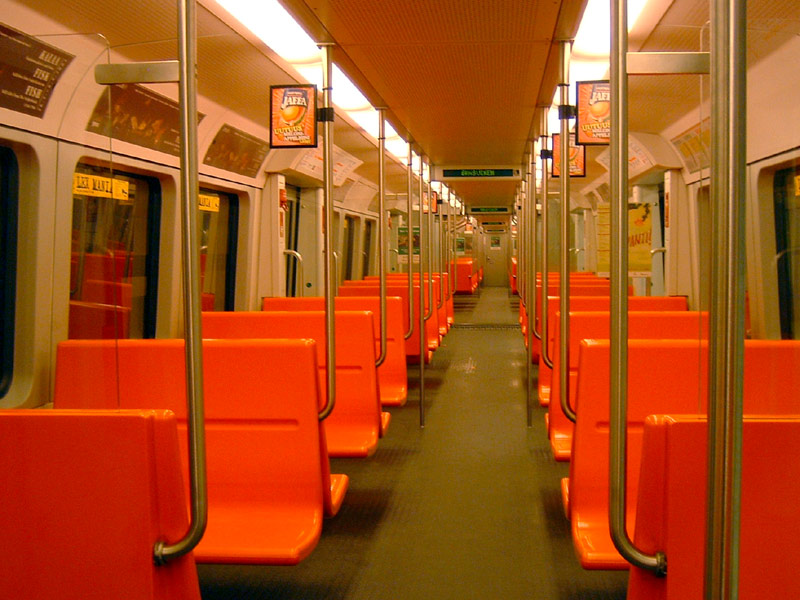
Wnętrze wagonu serii M200

Metro helsińskie (fiń. Helsingin metro, szw. Helsingfors metro) – system kolei podziemnej w Helsinkach – stolicy Finlandii. Jest to jedyne metro w Finlandii, a także najbardziej na północ wysunięty system kolei podziemnej na świecie. System składa się z jednej rozwidlonej linii o długości 21 km z 25 stacjami (16 podziemnymi i 9 naziemnymi). Pociągi kursują od stacji Matinkylä (Mattby) do Mellunmäki (Mellungsbacka) lub od Tapiola (Hagalund) do Vuosaari (Nordsjö), a tory rozwidlają się w Itäkeskus (Östra Centrum). Nazwy stacji podawane są w języku fińskim i szwedzkim.
Metro zostało otwarte w 1982 roku. Zarządza nim Helsingin kaupungin liikennelaitos (HKL – Helsińskie przedsiębiorstwo transportu miejskiego).

## Historia
Pierwsze plany budowy nowego systemu transportu szynowego w Helsinkach pojawiły się we wrześniu 1955 roku. Powołano wówczas Komitet Transportu Podmiejskiego (fiń. esikaupunkiliikennekomitea) pod kierownictwem Reino Castréna. Po czterech latach prac komitet zaprezentował wyniki radzie miejskiej. W 1963 zaprezentował projekt szybkiego tramwaju z odcinkami podziemnymi na głębokości do 14 metrów (obecnie tunele metra znajdują się na 30 metrach poniżej gruntu) oraz stosunkowo gęstym rozmieszczeniu przystanków. System miał powstać w pięciu fazach – pierwsza miała zostać zakończona w 1969 roku, natomiast ostatnia w 2000. Sieć miała mieć wtedy łączną długość 86,5 km i 108 przystanków. Projekt jednak został odrzucony.
W 1964 miasto powołało ekspertów z Hamburga, Sztokholmu i Kopenhagi w celu oceny sytuacji i projektu. Ich werdykt głosił, że metro jest potrzebne, a pierwszy odcinek powinien zostać otwarty w 1970 roku. W 1967 roku Castrén wyjechał na pół roku do Kalkuty, gdzie został zaproszony jako ekspert w dziedzinie transportu publicznego. Pod jego nieobecność Komitetem miał kierować Unto Valtonen, jednak nim Castrén wrócił, Valtonen uzyskał stanowisko na stałe i ogłosił, że plany jego poprzednika są przestarzałe. Zaproponował też zwykłe metro jeżdżące w tunelach wykutych w podłożu skalnym. Po dwóch latach przedstawił swój projekt radzie miasta, gdzie został on zaakceptowany. Pierwszy odcinek miał powstać do 1977 roku.
Konstrukcję testowego odcinka z zajezdni w Roihupelto do Herttoniemi (2,8 km długości) rozpoczęto w 1969 i zakończono w 1970. Pierwsze dwa testowe składy, M1 i M2, przybyły z fabryki Valmet w Tampere 10 listopada 1971 roku. Następnego roku dostarczono kolejne cztery składy (M3 – M6). 27 stycznia 1973 roku M1 spłonął w zajezdni.
Kucie tuneli rozpoczęto w czerwcu 1971 i zakończono w większości w 1976. Wyjątkiem był rejon Kluuvi, gdzie natrafiono na pokład gliny. Aby poradzić sobie z tym problemem, zastosowano nietypowy sposób: w glinę wbito rury z Freonem 22, który zamroził glinę. Po jej usunięciu położono stalowe tubingi, by zapewnić trwałość konstrukcji. Konstrukcję stacji rozpoczęto w 1974. Stacja w Kulosaari została ukończona jako pierwsza w 1976.
W 1977 sprowadzono prototypy pociągów M100 (M1 do tego czasu stały się przestarzałe), które wyposażono w falowniki zasilające silniki asynchroniczne, co w owym czasie było nowością. M100 były pierwszymi pojazdami wyposażonymi w tę technologię na świecie.
Testy publiczne rozpoczęto 1 czerwca 1982 roku – pociągi woziły pasażerów na odcinku Itäkeskus – Hakaniemi w porannym i popołudniowym szczycie. Oficjalne otwarcie, z udziałem prezydenta Mauno Koivisto nastąpiło 2 sierpnia. W roku następnym oddano odcinek Rautatientori – Kamppi. W 1989 przedłużono linię do Mellunmäki, a w 1998 oddano odgałęzienie do Vuosaari.

### Länsimetro
Od roku 2000 planowano rozbudowę sieci metra w kierunku zachodnim, do Espoo. Projekt ten nazwano Länsimetro (metro zachodnie). Pierwsze prace w rejonie stacji Ruoholahti rozpoczęły się w listopadzie 2009. W maju 2010 rozpoczęto budowę w Lauttasaari i w Espoo.
18 listopada 2017 roku otwarto pierwszy odcinek od stacji Matinkylä do Ruoholahti.
Zakończenie prac nad drugą fazą projektu, przedłużającą sieć do Kivenlahti, było wielokrotnie przekładane. Ostatecznie pierwszy pociąg ze stacji Kivenlahti wyjechał 3 grudnia 2022.

## Linie
Choć sieć metra w Helsinkach można opisać jako jedną linię z dwoma odgałęzieniami we wschodniej części, kursują po niej pociągi dwóch linii:
- M1: od stacji Kivenlahti do Vuosaari
- M2: od stacji Tapiola do stacji Mellunmäki

Na odcinku Tapiola – Itäkeskus trasy obu linii pokrywają się.

## Lista stacji
Kivenlahti – Itäkeskus:
- Kivenlahti (Stensvik)
- Espoonlahti (Esboviken)
- Soukka (Sökö)
- Kaitaa (Kaitans)
- Finnoo (Finno)
- Matinkylä (Mattby)
- Niittykumpu (Ängskulla)
- Urheilupuisto (Idrottsparken)
- Tapiola (Hagalund)
- Aalto-yliopisto (Aalto-univerisitetet)
- Keilaniemi (Kägeludden)
- Koivusaari (Björkholmen)
- Lauttasaari (Drumsö)
- Ruoholahti (Gräsviken)
- Kamppi (Kampen)
- Rautatientori (Järnvägstorget)
- Kaisaniemi (Kajsaniemi)
- Hakaniemi (Hagnäs)
- Sörnäinen (Sörnäs)
- Kalasatama (Fiskhamnen)
- Kulosaari (Brändö)
- Herttoniemi (Hertonäs)
- Siilitie (Igelkottsvägen)
- Itäkeskus (Östra centrum)

Itäkeskus – Mellunmäki: (odgałęzienie północne)
- Itäkeskus (Östra centrum)
- Myllypuro (Kvarnbäcken)
- Kontula (Gårdsbacka)
- Mellunmäki (Mellungsbacka)

Itäkeskus – Vuosaari: (odgałęzienie południowe)
- Itäkeskus (Östra centrum)
- Puotila (Botby gård)
- Rastila (Rastböle)
- Vuosaari (Nordsjö)

## Tabor

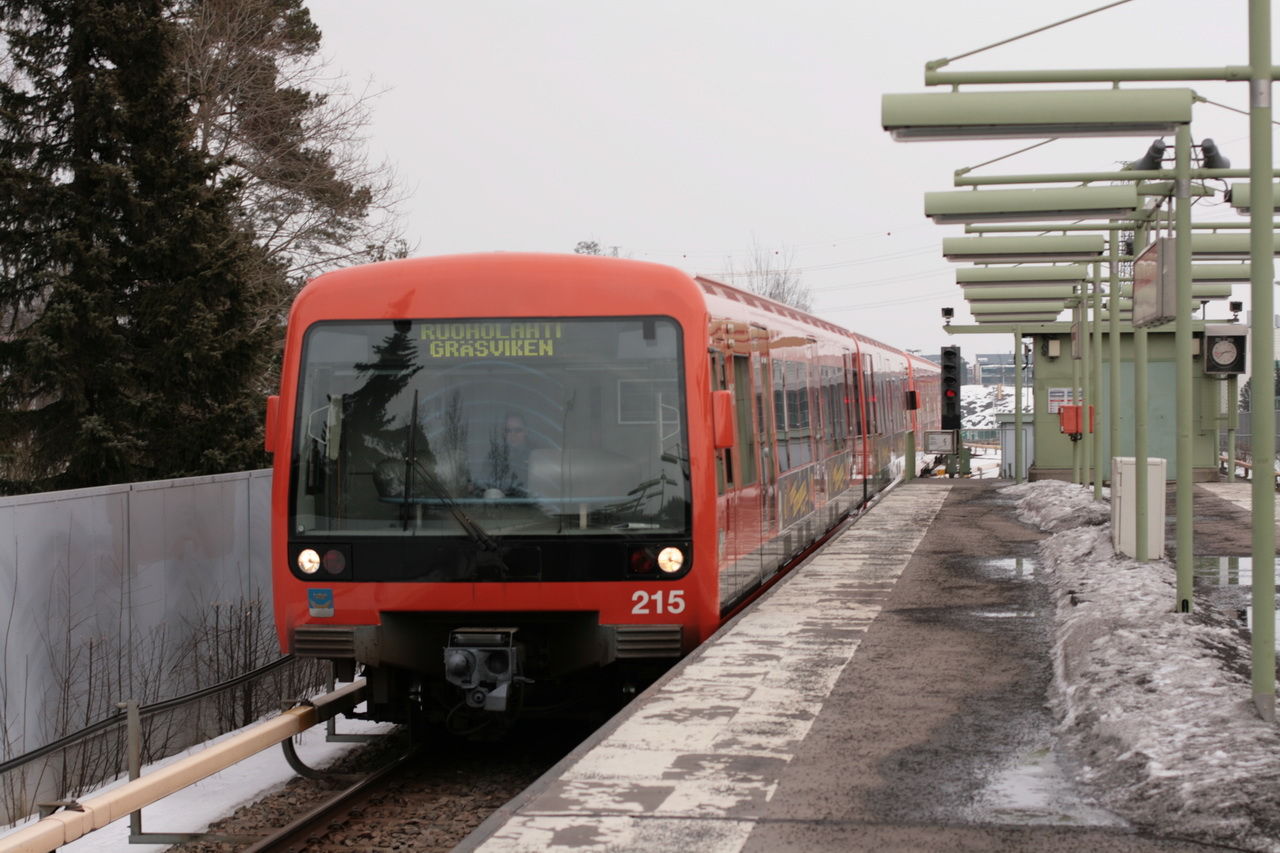
M200 na stacji Kulosaari

Obecnie wykorzystywane są dwa typy pociągów.
Wagony serii M100 wyprodukowane zostały przez fińskie firmy Strömberg oraz Valmet. Pierwsze sztuki wyprodukowano w 1977 roku, ostatnie w 1984. Obecnie w Helsinkach są 42 pary tych wagonów. Każda z nich mieści 287 pasażerów, w tym 130 na miejscach siedzących. Para ma 44,2 m długości, 3,2 m szerokości oraz 3,7 m wysokości. Zasilane są ośmioma silnikami Strömberg HXUR/E 50562 o łącznej mocy 1000 kW. z wyjątkiem pierwszych sześciu testowych sztuk, wszystkie przeszły gruntowną renowację w latach 2004–2009 i planowane jest korzystanie z nich przez kolejne 20 lat
Wagony serii M200 wyprodukowała w Niemczech firma Bombardier Transportation w latach 2000–2001. Używane są od roku 2002. Są o 10 cm dłuższe i mają o 7 miejsc siedzących na parę mniej, w porównaniu do M100. Wykorzystywane w nich są silniki Alstom Traxis firmy Alstom o mocy 920 kW. Helsinki posiadają 12 par tych wagonów.
W związku z budową metra zachodniego zostaną prawdopodobnie zamówione wagony serii M300.